# Quistello
Quistello är en ort och kommun i provinsen Mantua i regionen Lombardiet i Italien. Kommunen hade 5 523 invånare (2018).